# Eden Valley (Minnesota)
Eden Valley – miasto w Stanach Zjednoczonych, w stanie Minnesota, w hrabstwie Stearns.